# Pardalotus punctatus
Pardalotus punctatus là một loài chim trong họ Pardalotidae.